# Eritreaner
Eritreaner är invånare eller personer med ursprung från Eritrea, en stat i Östafrika vid Röda havet. Eritreaner har en mångfaldig etnisk och kulturell bakgrund, med nio officiellt erkända folkgrupper, varav de största är tigrinyer, tigre och saho.

### Språk och kultur
Eritreaner talar en variation av språk, med tigrinska och arabiska som de mest använda officiella språken. Många eritreaner är tvåspråkiga eller talspråkiga i flera lokala språk. Kulturen påverkas av historiska band till Etiopien, Italien (genom kolonialt styre) och arabiska länder.

### Diasporan
På grund av politisk instabilitet och konflikter har många eritreaner flytt till länder som Sverige, Tyskland och USA. Enligt FN finns det över 500 000 eritreanska flyktingar och migranter globalt.

### Religion
Majoriteten av eritreaner tillhör ortodox kristendom eller islam, med en liten minoritet av katoliker och protestanter.